# Parc du 23 septembre
Le parc du 23 septembre  (en vietnamien : Công viên 23 tháng 9) est un espace vert situé dans le 1er arrondissement d'Hô Chi Minh-Ville au Viêt Nam.

## Présentation
Le parc est situé entre les rues Le Lai et Pham Ngu Lao, qui s'étend du site de Quach Thi Trang au marché Thai Binh situé dans la rue Nguyen Trai. 
Le parc est compose de 3 zones et est traversé par la rue Nguyen Thi Nghia.

## Galerie

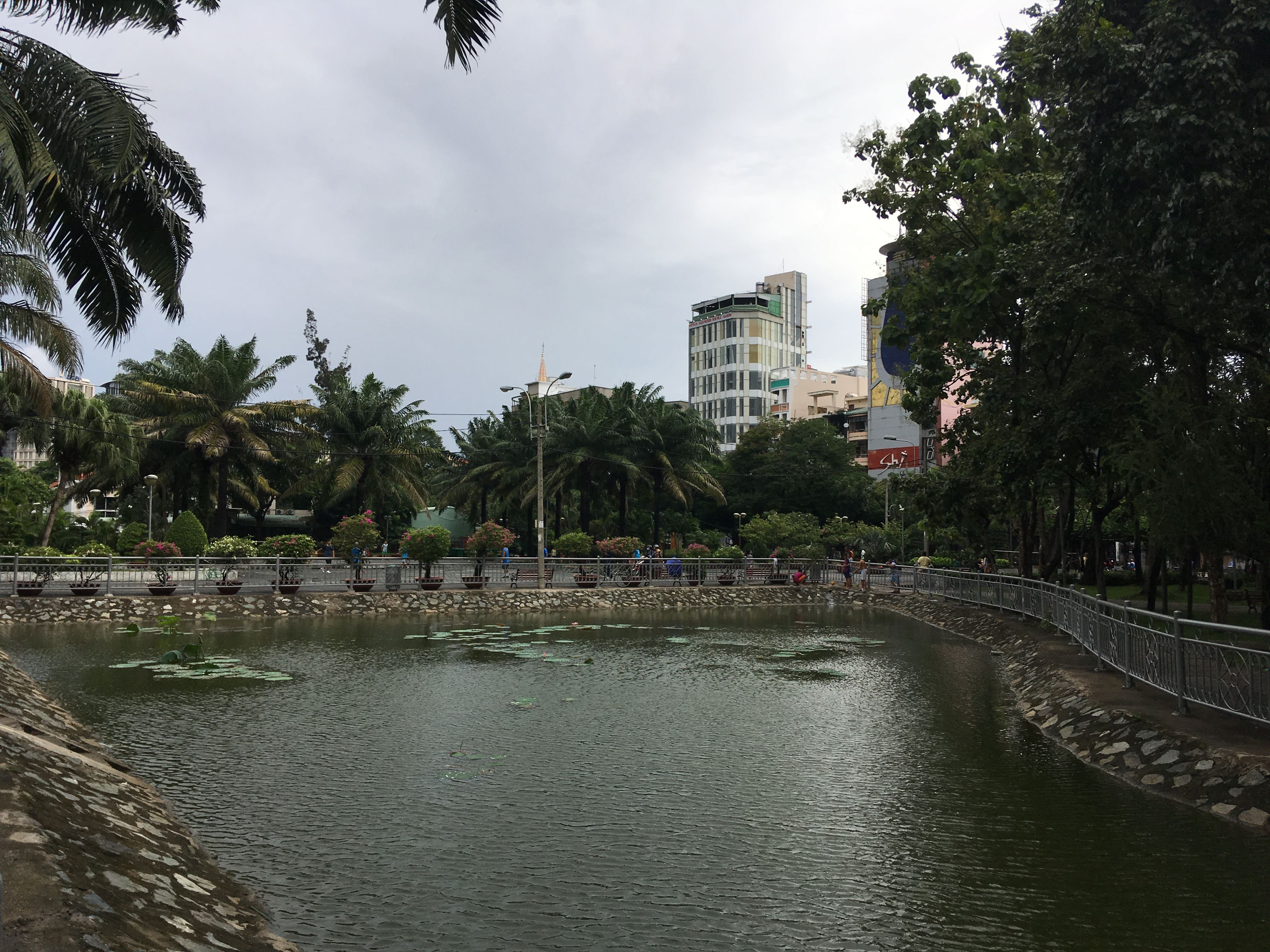
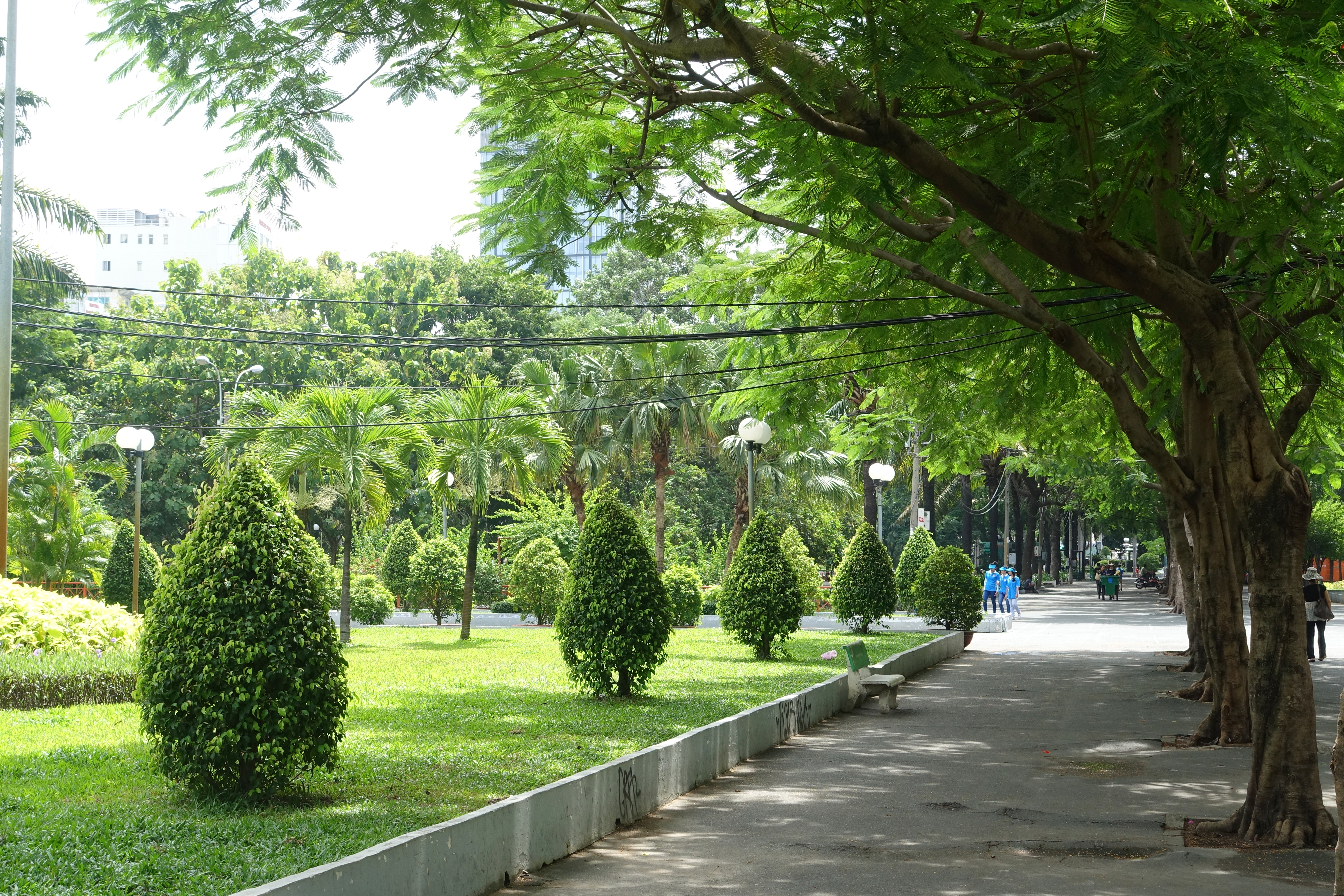
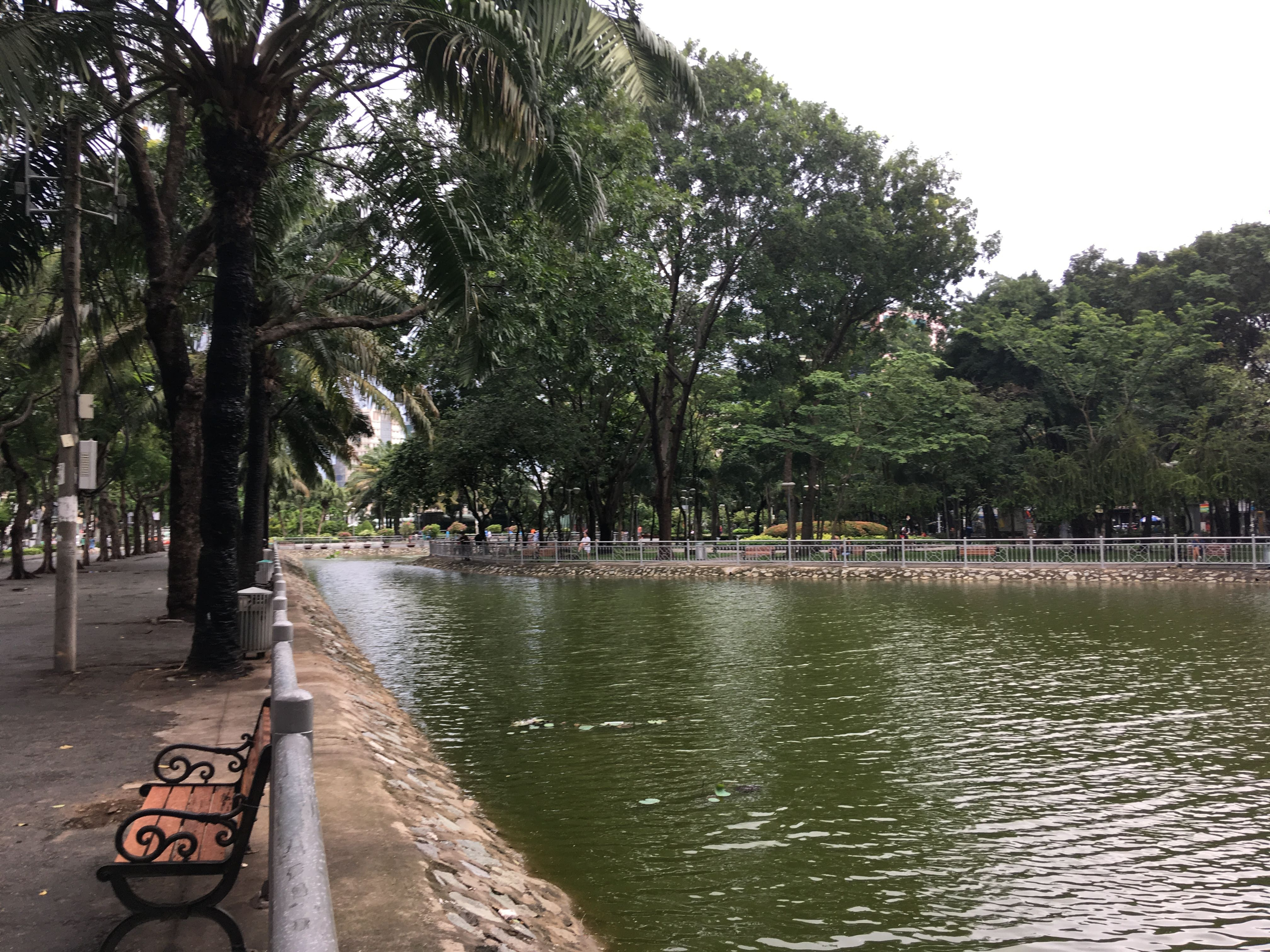

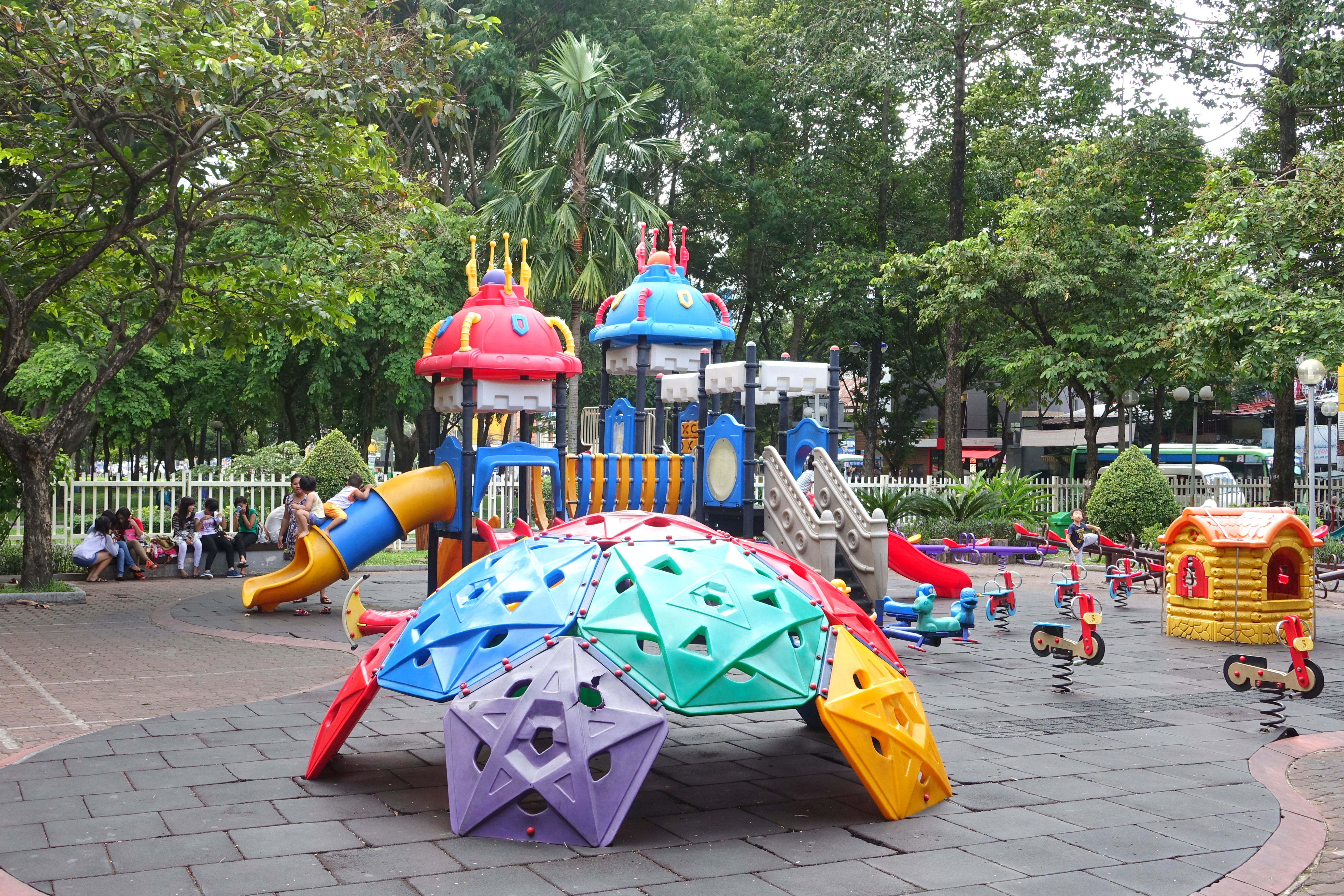
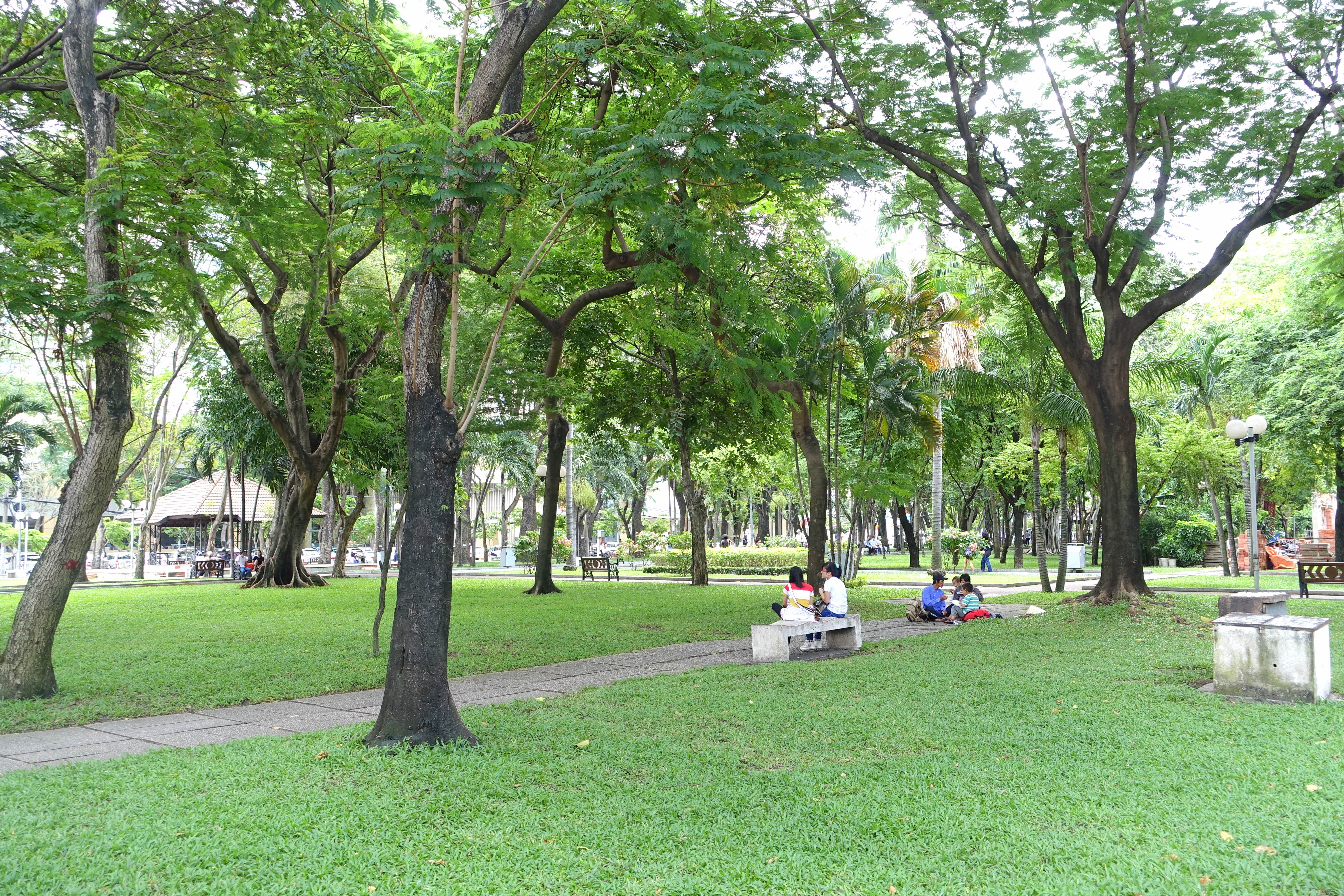
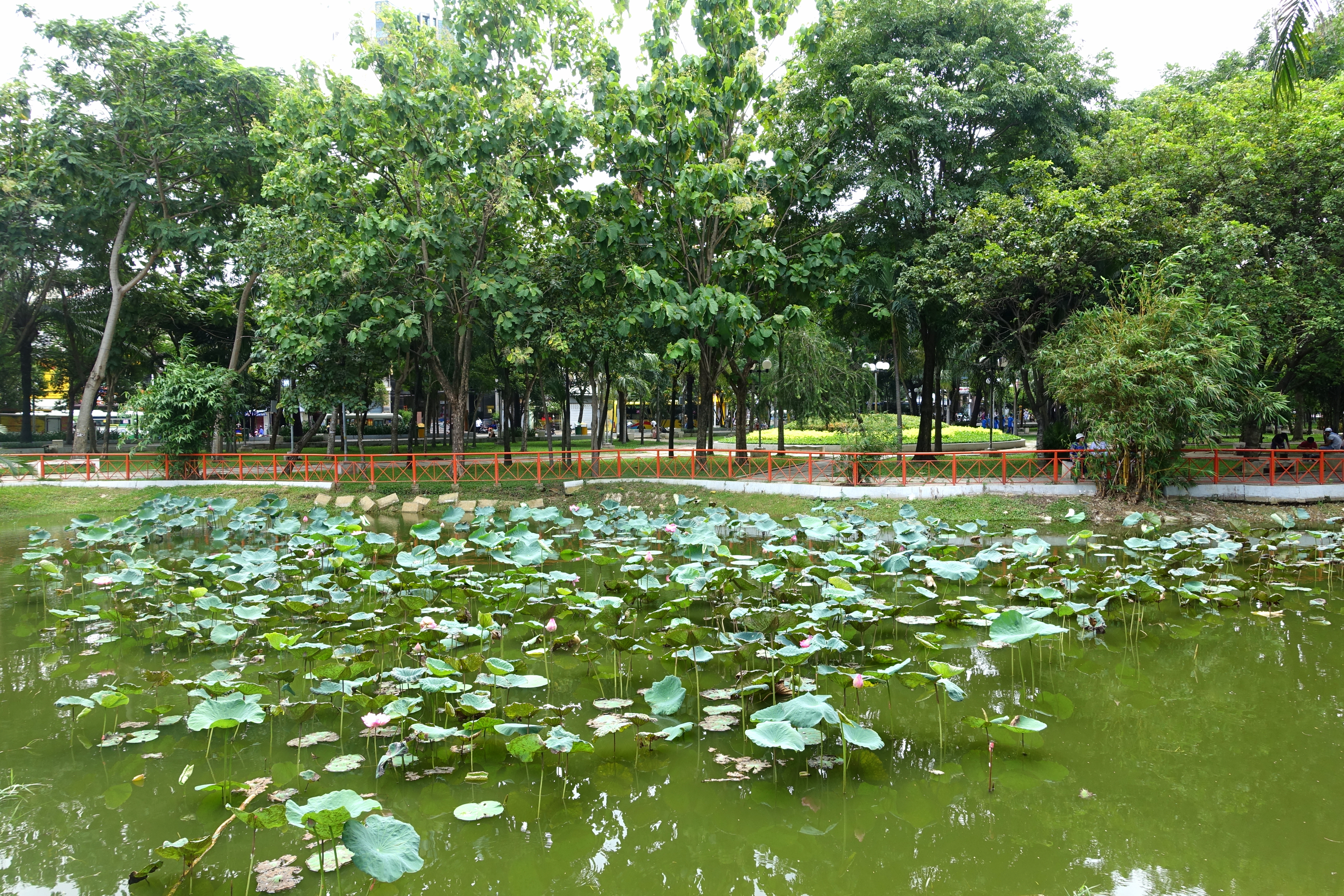